# العلاقات الكاميرونية البوتانية
العلاقات الكاميرونية البوتانية هي العلاقات الثنائية التي تجمع بين الكاميرون وبوتان.

## مقارنة بين البلدين
هذه مقارنة عامة ومرجعية للدولتين:
| وجه المقارنة                                              | الكاميرون                      | بوتان          |
| --------------------------------------------------------- | ------------------------------ | -------------- |
| المساحة (كم2)                                             | 475.44 ألف                     | 38.39 ألف      |
| عدد السكان (نسمة)                                         | 24.05 مليون                    | 807.61 ألف     |
| الكثافة السكانية (ن./كم²)                                 | 50.58                          | 21.04          |
| العاصمة                                                   | ياوندي                         | تيمفو          |
| اللغة الرسمية                                             | لغة فرنسية، لغة إنجليزية       | لغة دزونكا     |
| العملة                                                    | فرنك وسط أفريقي                | نغولترم بوتاني |
| الناتج المحلي الإجمالي (بليون دولار)                      | 34.80 مليار                    | 2.51 مليار     |
| الناتج المحلي الإجمالي (تعادل القوة الشرائية) بليون دولار | 72.72 مليار                    | 6.49 مليار     |
| الناتج المحلي الإجمالي الاسمي للفرد دولار أمريكي          | 1.22 ألف                       | 2.66 ألف       |
| الناتج المحلي الإجمالي للفرد دولار أمريكي                 | 2.97 ألف                       | 7.82 ألف       |
| مؤشر التنمية البشرية                                      | 0.512                          | 0.605          |
| رمز المكالمات الدولي                                      | +237                           | +975           |
| رمز الإنترنت                                              | .cm                            | .bt            |
| المنطقة الزمنية                                           | توقيت غرب أفريقيا، ت ع م+01:00 | ت ع م+06:00    |

## منظمات دولية مشتركة
يشترك البلدان في عضوية مجموعة من المنظمات الدولية، منها:
| علم المنظمة | اسم المنظمة                        | تاريخ انضمام الكاميرون | تاريخ انضمام بوتان |
| ----------- | ---------------------------------- | ---------------------- | ------------------ |
|             | مؤسسة التنمية الدولية              | 10 أبريل 1964          | 28 سبتمبر 1981     |
|             | يونسكو                             | 11 نوفمبر 1960         | 13 أبريل 1982      |
|             | وكالة ضمان الاستثمار متعدد الأطراف | 7 أكتوبر 1988          | 21 أكتوبر 2014     |
|             | الأمم المتحدة                      | 20 سبتمبر 1960         | 21 سبتمبر 1971     |
|             | الاتحاد البريدي العالمي            | ?                      | ?                  |
|             | البنك الدولي للإنشاء والتعمير      | 10 يوليو 1963          | 28 سبتمبر 1981     |
|             | الاتحاد الدولي للاتصالات           | 22 ديسمبر 1960         | 15 سبتمبر 1988     |
|             | منظمة حظر الأسلحة الكيميائية       | ?                      | ?                  |
|             | مؤسسة التمويل الدولية              | 1 أكتوبر 1974          | 1 ديسمبر 2003      |
|             | منظمة الشرطة الجنائية الدولية      | ?                      | ?                  |

## وصلات خارجية
- موقع وزارة الخارجية الكاميرونية
- موقع وزارة الخارجية البوتانية